# Manifesto di Gottinga
Il Manifesto di Gottinga (o dichiarazione di Gottinga, Göttinger Erklärung in tedesco) è una dichiarazione, firmata su iniziativa di Otto Hahn da diciotto fisici nucleari della Repubblica Federale Tedesca il 12 aprile 1957 in opposizione al progetto del Cancelliere Konrad Adenauer e del ministro della difesa Franz-Josef Strauss di dotare di armi nucleari tattiche l'esercito tedesco (Bundeswehr).
I firmatari del manifesto, indicati come i diciotto di Gottinga (Göttinger Achtzehn in tedesco), sono Fritz Bopp, Max Born, Rudolf Fleischmann, Walther Gerlach, Otto Hahn, Otto Haxel, Werner Heisenberg, Hans Kopfermann, Max von Laue, Heinz Maier-Leibnitz, Josef Mattauch, Friedrich Adolf Paneth, Wolfgang Pauli, Wolfgang Riezler, Fritz Straßmann, Wilhelm Walcher, Carl Friedrich von Weizsäcker e Karl Wirtz.